# Rhizocarpon jemtlandicum
Rhizocarpon jemtlandicum är en lavart som först beskrevs av Malme, och fick sitt nu gällande namn av Malme. Rhizocarpon jemtlandicum ingår i släktet Rhizocarpon och familjen Rhizocarpaceae.  Arten är reproducerande i Sverige. Inga underarter finns listade i Catalogue of Life.